# Ökologische Genetik
Ökologische Genetik ist derjenige Aspekt der Genetik, der sich speziell aus ökologischen Fragestellungen ergibt.

## Abgrenzung zu Nachbardisziplinen
Während die Genetik heute primär die molekularen Strukturen und Funktionen der Gene untersucht, und deswegen vielfach auch als Molekulargenetik bezeichnet wird, widmet sich die Ökologische Genetik der Zusammensetzung und Veränderung der DNA und generell der genetischen Grundlagen in natürlichen Populationen. Sie umfasst damit einerseits die Genetik von Populationen (Populationsgenetik), andererseits auch die Aspekte der Phylogeographie, der Artbildung und der genetischen Zusammensetzung ganzer (v. a. mikrobieller) Lebensgemeinschaften (Metagenomik, Umweltgenomik).

## Forschungsinhalte
Wichtige Inhalte sind das Studium der genetischen Grundlagen phänotypischer Veränderungen in natürlichen Populationen sowie Veränderungen, die sich auf die Fitness der Populationen beziehen und auf die Überlebens- oder Reproduktionsraten der Individuen natürlicher Populationen. Vielfach beobachtet man erhebliche Veränderungen im Verlaufe aufeinander folgender Generationen, die die Folge von Selektion, Anpassung oder zufälliger Gendrift sein können. Auch Phänomene von Hybridisierungen zwischen nahe verwandten Arten, Rückkreuzungen und Gen-Introgressionen können auftreten. Untersuchungen wurden und werden aus praktischen Gründen vielfach an Insekten, z. B. Drosophila, und an anderen sich schnell reproduzierenden Organismen, wie Wasserflöhen (Daphnia) durchgeführt.
Die Inhalte der Ökologischen Genetik gehen vielfach über in diejenigen der Molekularen Ökologie. Mit beiden Termini werden grundsätzlich ähnliche Fragestellungen beschrieben. Die beiden Disziplinen können auch als Teilgebiet der Evolutionsökologie betrachtet werden.

## Geschichte
Als einer der Gründerväter der ökologischen Genetik gilt der britische Forscher Edmund Brisco Ford (1901–1988), dessen Hauptwerk Ecological Genetics 1964 erschien.
Ein in ähnlicher Richtung forschender und bedeutsamer ökologischer Genetiker war Theodosius Dobzhansky (1900–1975), der mit Drosophila arbeitete und stärker den Evolutionsaspekt betonte (z. B. in seinem Werk von 1955: Evolution, Genetics and Man), sowie Bernard Kettlewell (1907–1979), dessen Untersuchungen den Schmetterlingen galten, z. B. den genetischen Grundlagen des sogenannten Industriemelanismus beim Birkenspanner (Biston betularia).